# صائدة الرجال (فلم)
صائدة الرجال فيلم مصري من إنتاج عام 1960، إخراج حسن الإمام وبطولة هدى سلطان وشكري سرحان ومحمود المليجي.

## قصة الفيلم
تدور أحداث الفيلم حول مطربة تعمل في أحد الملاهي الليلية، وتسعى إلى اعتزال هذا العالم بأي ثمن، تتعرف على شاب فقير يقع في غرامها ويطلب يدها للزواج فتقبل، وتترك عالم الكباريهات ويعيش الاثنان في حياة هانئة وتبدو المرأة بالغة الوفاء، فهي تخدم حماها المعاق لكن زوجها يشعر أنه لا يوفر لها السعادة، فيضطر إلى اختلاس مبلغ من المال من الشركة التي يعمل بها. يتم اكتشاف أمره، ويدخل السجن، وأمام الظروف الحياتية التي تعيشها تقرر العودة مرة أخرى إلى البار، وتهتم بوالد زوجها القعيد دون أن يعرف زوجها الحقيقة، لكن الزوج يصدم عندما يخرج من السجن ويطلقها، أبوه يكشف له أصالة امرأته فيذهب إليها ويعيدها إلى عصمته .

## بطولة
- هدى سلطان
- شكري سرحان
- محمود المليجي
- شفيق نور الدين
- صلاح نظمي
- ثريا حلمي
- سهير البابلي
- محمد الديب
- نبيلة السيد

## فريق العمل
- إخراج: حسن الإمام
- تأليف: محمد عثمان
- إنتاج: إبراهيم والي
- توزيع: أفلام نهضة الشرق
- مونتاج: مصطفى مختار
- موسيقى تصويرية: أندريا رايدر
- مدير التصوير: عبد العزيز فهمي

## وصلات خارجية
- مقالات تستعمل روابط فنية بلا صلة مع ويكي بيانات
- صفحة الفيلم في قاعدة بيانات الأفلام العربية